# 李載冕
李 載冕（り・さいべん、イ・ジェミョン、朝鮮語：이재면、1845年8月22日（道光25年7月20日） - 1912年9月9日）は、李氏朝鮮の王族。高宗の兄。興宣大院君の長男。王に封じられた際に李熹（り・き、イ・ヒ、朝鮮語：이희）と改名している。

## 人物
1845年、大院君の長男として生まれた。李氏朝鮮時代は完興君に封ぜられていた。1864年、試験を経て任官する。1902年に日本に亡命中の長男埈鎔から生活費を求められると支援を行った。1910年8月15日、興王に封ぜられ、李熹と改名した。このため直後の日韓合併後には公の称号を受け、李熹公と呼ばれた。妻は公妃李氏。

## 死後の評価
2006年、韓国政府設立の親日反民族行為真相糾明委員会によって親日反民族行為者に認定される。

## 栄典
- 1907年（明治40年）10月30日 - 大勲位瑞星大綬章
- 1909年（明治42年）4月18日 - 皇太子渡韓記念章[1]

李熹公妃李氏
- 1924年（大正13年）1月8日 - 勲二等宝冠章[2]
- 1940年（昭和15年）8月15日 - 紀元二千六百年祝典記念章[3]

## 系図
完興君載冕の親類・近親・祖先の詳細